# Meloe cinereovariegatus
Meloe cinereovariegatus là một loài bọ cánh cứng trong họ Meloidae. Loài này được Heyden miêu tả khoa học năm 1885.